# بن عودة حيرش
بن عودة حيرش داعية ومربي ورجل إصلاح، من مواليد 30 ماي 1962م بغليزان،  عضو المكتب الوطني لجمعية العلماء المسلمين  ورئيس جمعية العلماء المسلمين شعبة غليزان شغل وظيفة أستاذ لغة عربية لمدة 32 سنة،و درس في المعهد الوطني للإطارات الدينية لمدة 3 سنوات، مادة السيرة النبوية والخطابة والبلاغة العربية.

## مشواره في جمعية العلماء
عضو المكتب الوطني لجمعية العلماء المسلمين الجزائريين، حيث كلفه الشيخ عبد الرحمن شيبان بـ:
- منسق للغرب (2006 ـ 2008)
- مراقب عام (2008 ـ 2013)
- من (2013 إلى يومنا هذا)، عضو مكتب وطني مكلف بالدعوة والإرشاد و الإفتاء.

## أعماله
- أنتج إعلاميا برامج دينية واجتماعية في إذاعة غليزان الجهوية (2005 ـ 2015) .

1. ↑  الدين, أحلام محي. "المساء - تاريخ حافل ونشاط تربوي يكرس الوسطية والاعتدال". المساء (بar-aa). Archived from the original on 2022-07-31. Retrieved 2022-08-03.{{استشهاد ويب}}:  صيانة الاستشهاد: لغة غير مدعومة (link)
2. ↑  "ممثل "حماس" بالجزائر يدعو المسارعين إلى التطبيع لاحترام شعوبهم". الشروق أونلاين (بar-DZ). 3 May 2021. Archived from the original on 2021-05-15. Retrieved 2022-08-03.{{استشهاد ويب}}:  صيانة الاستشهاد: لغة غير مدعومة (link)
3. ↑  "وَفْدُ جمعية العلماء يشارك شعبة غليزان ذكراها العشرين". البصائر. 29 مارس 2021. مؤرشف من الأصل في 2021-06-21. اطلع عليه بتاريخ 2022-08-03.
4. ↑  "شيوخ جمعية العلماء مستبشرون بغد أفضل". www.akhbarelyoum.dz. مؤرشف من الأصل في 2022-07-31. اطلع عليه بتاريخ 2022-08-03.